# 橫山站 (石川縣)
橫山站（日语：／ Yokoyama eki */?）是位於石川縣河北市横山井77番，西日本旅客鐵道（JR西日本）的七尾線車站。事務管理碼為▲541805。

## 歷史
- 1901年（明治34年）6月15日 - 七尾鐵道宇野氣站至高松站之間開設此站[1]。為旅客和貨物車站。
- 1907年（明治40年）7月1日 - 七尾鐵道根據鐵道國有法（日语：鉄道国有法）而國有化。成為帝國鐵道廳（國鐵）車站。
- 1909年（明治42年）10月12日 - 制定路線名稱，此站成為七尾線車站。
- 1960年（昭和35年）8月1日 - 終止貨物起卸業務。
- 1972年（昭和47年）3月15日 - 成為無人車站。
- 1987年（昭和62年）4月1日 - 伴隨國鐵分割民營化，車站由西日本旅客鐵道（JR西日本）營運。
- 2010年（平成22年） - 車站大樓重建[1]。

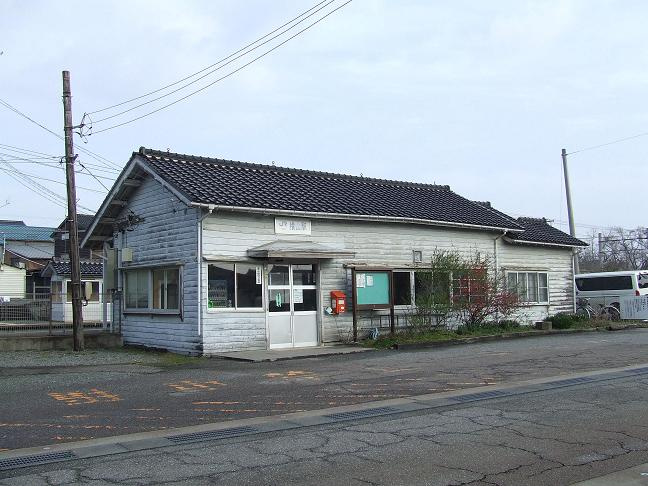
舊車站大樓（2009年（平成21年）6月13日）

## 車站構造
車站是一座地面車站，設有2面2線的相對式月台，可進行列車交會。
此站是由七尾鐵道部管理的無人車站。在1990年代，曾經在部分時期不定期安排職員於此站當值，進行臨時售票和檢票。車站大樓位於上行月台側，為一座小型木造建築物。在2010年（平成22年），此站建造了一座新的車站大樓以替代舊的車站大樓。因此，截至2019年（令和元年），在七尾線內剩下設有木造車站大樓的車站只有本津幡站。此站設有自動售票機。另外，在車站大樓對面的下行月台側設有2個出入口。兩個月台均設有跨線橋連接。
車站前經常有的士等候乘客。

### 月台
| 月台         | 路線    | 上下行 | 方向           |
| ------------ | ------- | ------ | -------------- |
| 車站大樓一方 | ■七尾線 | 上行   | 津幡、金澤方向 |
| 車站大樓對面 | ■七尾線 | 下行   | 羽咋、七尾方面 |

- 在資訊上，此站沒有編排月台編號，月台上沒有展示月台編號，車站時間表也沒有記載月台編號。
- 上行線的路軌為一線通過（日语：一線スルー）結構，當列車不用進行列車交會和通過此站時，下行列車會使用上行月台。但是，此站與其他車站的一線通過結構有差別，直線路軌不是上下行本線，而是分成上行線和下行線。

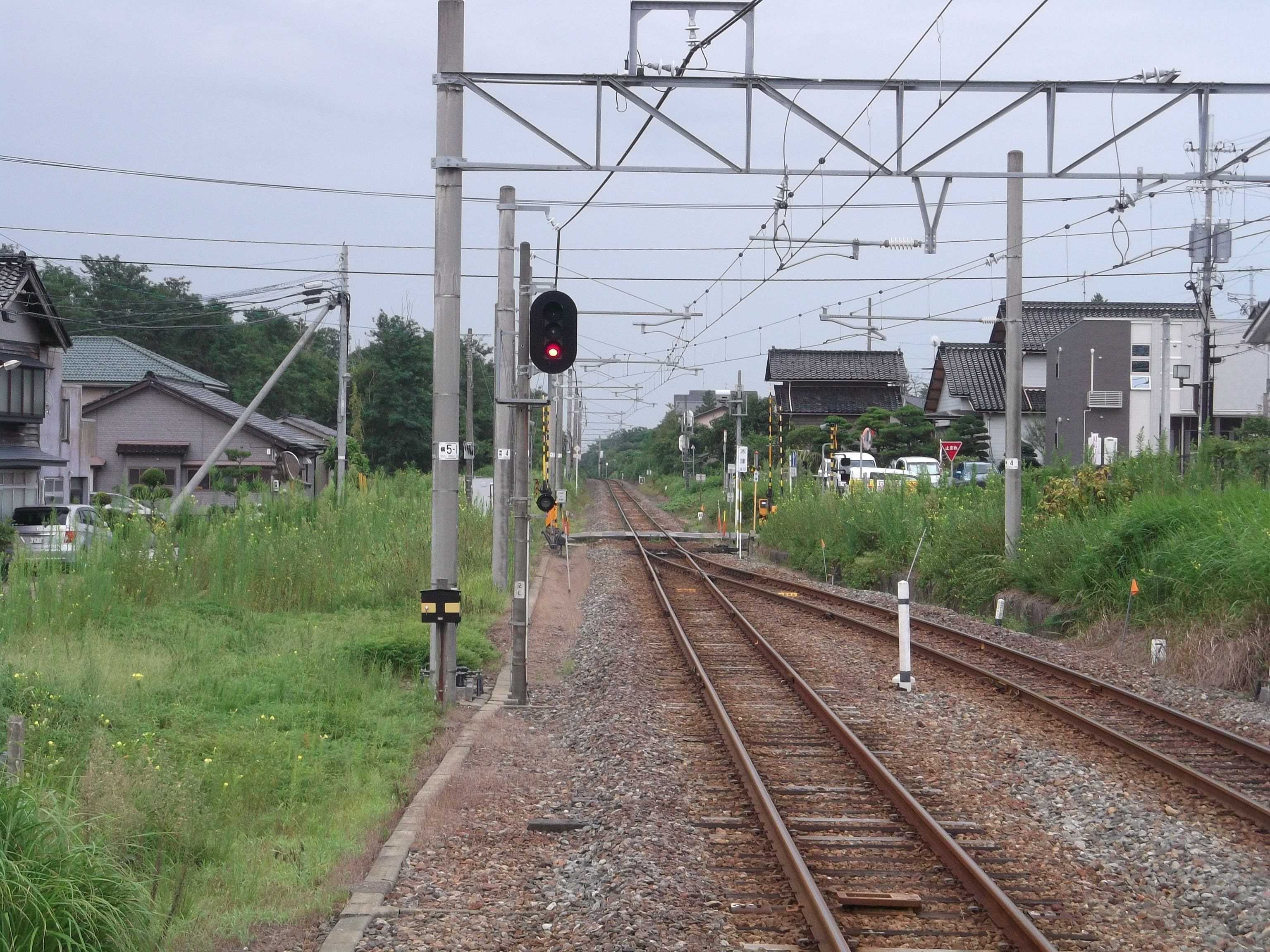
從月台觀看宇野氣站方向(2013年8月)
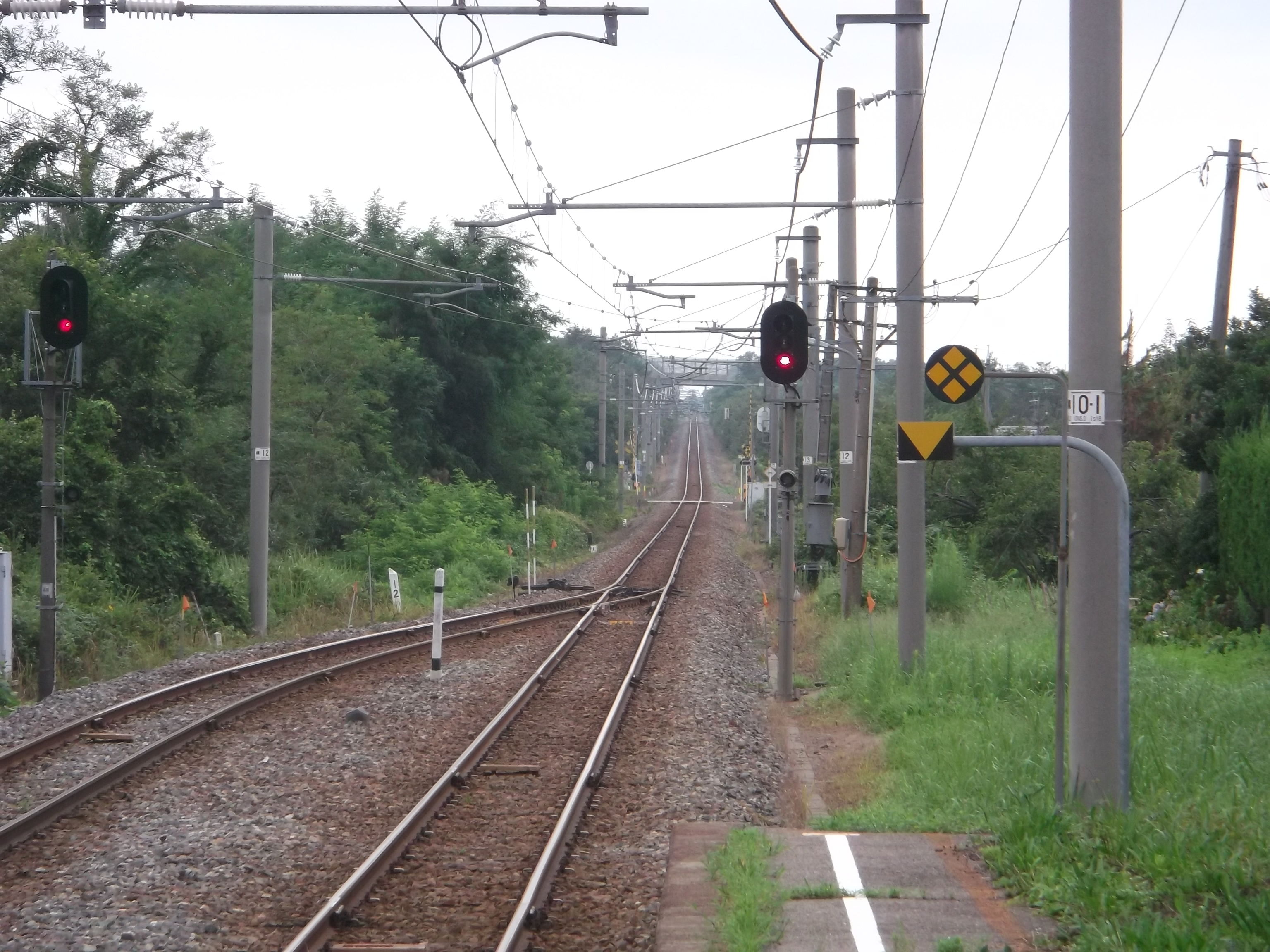
從月台觀看高松站方向(2013年8月)
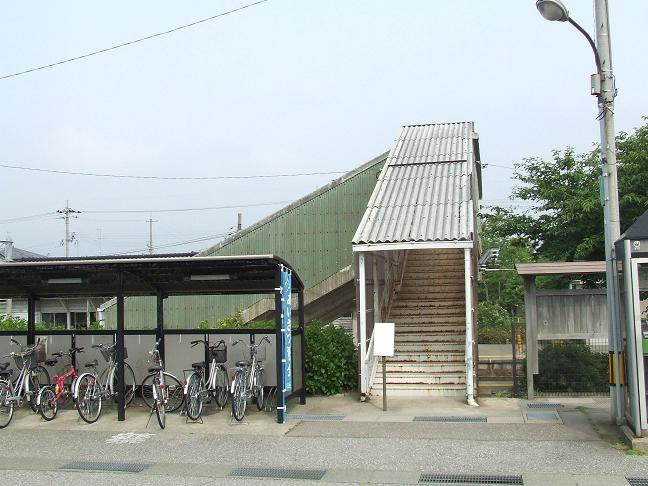
跨線橋（2009年（平成21年）6月13日）
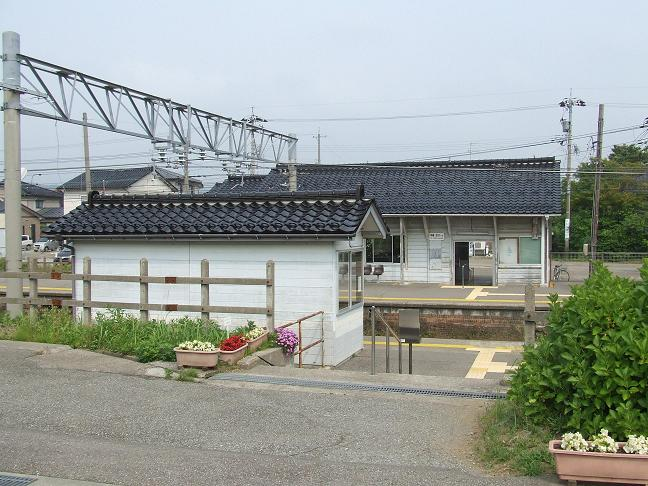
車站入口（2009年（平成21年）6月13日)

## 車站周邊
- 國道159號（日语：国道159号）
- 河北市立七塚小學
- 木津海灘
- 河北市立金津小學（日语：かほく市立金津小学校）
- 金澤鄉村俱樂部
- 北陸綠山俱樂部
- 能登里山海道 - 高松交匯處（日语：高松インターチェンジ）
- 賀茂神社

## 相鄰車站
西日本旅客鐵道
■七尾線
宇野氣－橫山－高松

## 註腳
1. 1 2 3 4 5 6 7 8 9 10 11  . 週刊朝日百科. 43号 富山駅・高岡駅・和倉温泉駅ほか. 朝日新聞出版. 2013-06-16: 26 （日语）.
2. ↑  日本國有鐵旅客局(1984)『鉄道・航路旅客運賃・料金算出表 昭和59年４月20日現行』。

## 外部連結
- 橫山｜車站資訊：JR出門網 - 西日本旅客鐵道（日語）